# Suécia nos Jogos Olímpicos de Verão de 1912

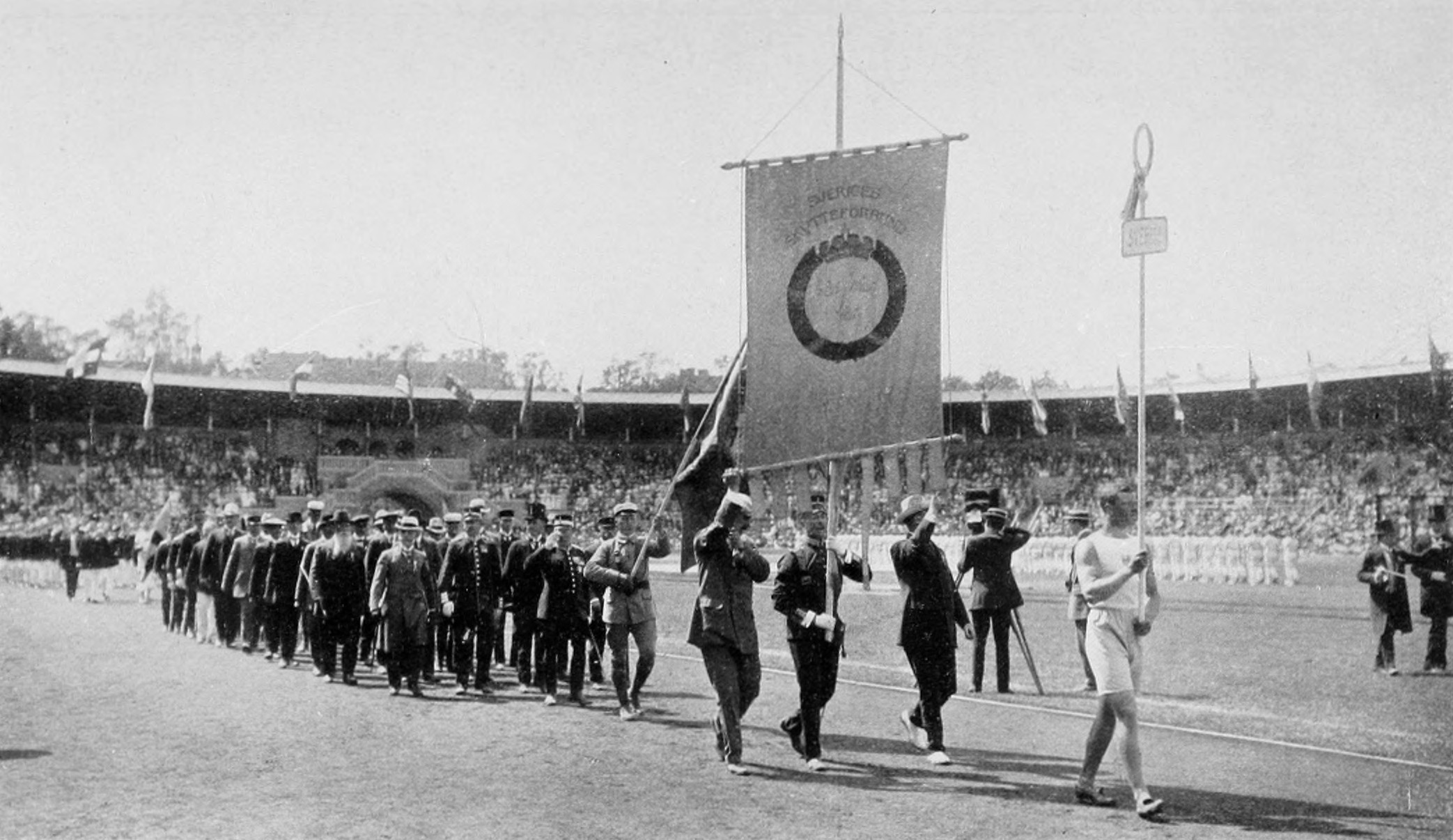
A delegação da Suécia na cerimônia de abertura

A Suécia foi o país-sede dos Jogos Olímpicos de Verão de 1912 em Estocolmo.

## Medalhistas
| Medalha           | Nome | Esporte            | Evento                                      |
| ----------------- | --- | ------------------ | ------------------------------------------- |
| Medalha de ouro   | Hjalmar Andersson John Eke Josef Ternström                                                                                              | Atletismo          | Cross country por equipes masculino         |
| Medalha de ouro   | Hugo Wieslander | Atletismo          | Decatlo masculino                           |
| Medalha de ouro   | Eric Lemming | Atletismo          | Lançamento de dardo masculino               |
| Medalha de ouro   | Gustaf Lindblom | Atletismo          | Salto triplo masculino                      |
| Medalha de ouro   | Erik Friborg Ragnar Malm Axel Persson Algot Lönn                                                                                        | Ciclismo           | Equipes contra o relógio masculino          |
| Medalha de ouro   | Erik Adlerz | Saltos ornamentais | Plataforma de 10m masculino                 |
| Medalha de ouro   | Greta Johansson | Saltos ornamentais | Plataforma de 10m feminino                  |
| Medalha de ouro   | Erik Adlerz | Saltos ornamentais | Salto simples em altura masculino           |
| Medalha de ouro   | Carl Bonde | Hipismo            | Adestramento individual                     |
| Medalha de ouro   | Axel Nordlander | Hipismo            | CCE individual                              |
| Medalha de ouro   | Axel Nordlander Nils Adlercreutz Ernst Casparsson Henric Horn af Åminne                                                                 | Hipismo            | CCE por equipes                             |
| Medalha de ouro   | Gustaf Lewenhaupt Gustaf Kilman Hans von Rosen Fredrik Rosencrantz                                                                      | Hipismo            | Saltos por equipes                          |
| Medalha de ouro   | Time masculino Predefinição:CompactTable                                                                                                | Ginástica          | Equipe masculina (sistema sueco)            |
| Medalha de ouro   | Gösta Lilliehöök | Pentatlo moderno   | Individual masculino                        |
| Medalha de ouro   | Carl Hellström Erik Wallerius Harald Wallin Humbert Lundén Herman Nyberg Harry Rosenswärd Paul Isberg Filip Ericsson                    | Vela               | Classe 10m masculino                        |
| Medalha de ouro   | Åke Lundeberg | Tiro               | Tiro duplo ao veado masculino               |
| Medalha de ouro   | Alfred Swahn | Tiro               | Tiro simples ao veado masculino             |
| Medalha de ouro   | Alfred Swahn Oscar Swahn Åke Lundeberg Per-Olof Arvidsson                                                                               | Tiro               | Tiro simples ao veado por equipes masculino |
| Medalha de ouro   | Johan Hübner von Holst Eric Carlberg Vilhelm Carlberg Gustaf Boivie                                                                     | Tiro               | Carabina 25 m por equipe masculino          |
| Medalha de ouro   | Vilhelm Carlberg | Tiro               | Carabina 25 m masculino                     |
| Medalha de ouro   | Eric Carlberg Vilhelm Carlberg Johan Hübner von Holst Paul Palén                                                                        | Tiro               | Pistola militar 30 m por equipe masculino   |
| Medalha de ouro   | Mauritz Eriksson Hugo Johansson Erik Blomqvist Carl Björkman Bernhard Larsson Gustaf Jonsson                                            | Tiro               | Carabina por equipe masculino               |
| Medalha de ouro   | Arvid Andersson Adolf Bergman Johan Edman Erik Algot Fredriksson Carl Jonsson Erik Larsson August Gustafsson Herbert Lindström          | Cabo de guerra     | Equipe masculino                            |
| Medalha de ouro   | Claes Johansson | Lutas              | G-R peso médio masculino                    |
| Medalha de prata  | Thorild Ohlsson Ernst Wide Bror Fock Nils Frykberg John Zander                                                                          | Atletismo          | 3.000m por equipe masculino                 |
| Medalha de prata  | Ivan Möller Charles Luther Ture Person Knut Lindberg                                                                                    | Atletismo          | Revezamento 4x100m masculino                |
| Medalha de prata  | Hjalmar Andersson | Atletismo          | Men's individual cross country              |
| Medalha de prata  | Charles Lomberg | Atletismo          | Decatlo masculino                           |
| Medalha de prata  | Georg Åberg | Atletismo          | Salto triplo masculino                      |
| Medalha de prata  | Lisa Regnell | Saltos ornamentais | Plataforma de 10m feminino                  |
| Medalha de prata  | Hjalmar Johansson | Saltos ornamentais | Salto simples em altura masculino           |
| Medalha de prata  | Gustaf Adolf Boltenstern | Hipismo            | Adestramento individual                     |
| Medalha de prata  | Gösta Åsbrink | Pentatlo moderno   | Individual masculino                        |
| Medalha de prata  | Ture Rosvall William Bruhn-Möller Conrad Brunkman Herman Dahlbäck Wilhelm Wilkens                                                       | Remo               | Quatro com inriggers masculino              |
| Medalha de prata  | Nils Persson Hugo Clason Hugo Sällström Ivan Lamby Kurt Bergström Dick Bergström Erik Lindqvist Per Bergman Sigurd Kander Folke Johnson | Vela               | Classe 12m masculino                        |
| Medalha de prata  | Bengt Heyman Emil Henriques Herbert Westermark Nils Westermark Alvar Thiel                                                              | Vela               | Classe 8m masculino                         |
| Medalha de prata  | Edward Benedicks | Tiro               | Tiro duplo ao veado masculino               |
| Medalha de prata  | Åke Lundeberg | Tiro               | Tiro simples ao veado masculino             |
| Medalha de prata  | Paul Palén | Tiro               | Tiro rápido 25m masculino                   |
| Medalha de prata  | Johan Hübner von Holst | Tiro               | Carabina 25 m masculino                     |
| Medalha de prata  | Georg de Laval Eric Carlberg Vilhelm Carlberg Erik Boström                                                                              | Tiro               | Pistola militar 50 m por equipe masculino   |
| Medalha de prata  | Arthur Nordenswan Eric Carlberg Ruben Örtegren Vilhelm Carlberg                                                                         | Tiro               | Carabina 50 m por equipe masculino          |
| Medalha de prata  | Thor Henning | Natação            | 400m peito masculino                        |
| Medalha de prata  | Carl Kempe Gunnar Setterwall | Tênis              | Duplas indoor masculino                     |
| Medalha de prata  | Sigrid Fick Gunnar Setterwall | Tênis              | Duplas mistas outdoor                       |
| Medalha de prata  | Torsten Kumfeldt Harald Julin Max Gumpel Robert Andersson Pontus Hanson Vilhelm Andersson Erik Bergqvist                                | Polo aquático      | Equipe masculina                            |
| Medalha de prata  | Gustaf Malmström | Lutas              | G-R Peso leve                               |
| Medalha de prata  | Anders Ahlgren | Lutas              | G-R Peso Meio-pesado                        |
| Medalha de bronze | John Eke | Atletismo          | Cross country individual masculino          |
| Medalha de bronze | Gosta Holmer | Atletismo          | Decatlo masculino                           |
| Medalha de bronze | Emil Magnusson | Atletismo          | Lançamento de disco com 2 mãos masculino    |
| Medalha de bronze | Georg Åberg | Atletismo          | Salto em distância masculino                |
| Medalha de bronze | Bertil Uggla | Atletismo          | Salto com vara masculino                    |
| Medalha de bronze | Erik Almlöf | Atletismo          | Salto triplo masculino                      |
| Medalha de bronze | Gustaf Blomgren | Saltos ornamentais | Plataforma de 10m masculino                 |
| Medalha de bronze | John Jansson | Saltos ornamentais | Salto simples em altura masculino           |
| Medalha de bronze | Hans von Blixen-Finecke | Hipismo            | Adestramento individual                     |
| Medalha de bronze | Georg de Laval | Pentatlo moderno   | Individual masculino                        |
| Medalha de bronze | Eric Sandberg Harald Sandberg Otto Aust                                                                                                 | Vela               | Classe 6m masculino                         |
| Medalha de bronze | Oscar Swahn | Tiro               | Tiro duplo ao veado masculino               |
| Medalha de bronze | Johan Hübner von Holst | Tiro               | Tiro rápido 25 m masculino                  |
| Medalha de bronze | Gideon Ericsson | Tiro               | Carabina 25 m masculino                     |
| Medalha de bronze | Mauritz Eriksson Werner Jernström Tönnes Björkman Carl Björkman Bernhard Larsson Hugo Johansson                                         | Tiro               | Carabina militar por equipe masculino       |
| Medalha de bronze | Sigrid Fick Gunnar Setterwall | Tênis              | Duplas mistas indoor                        |
| Medalha de bronze | Edvin Mattiasson | Lutas              | G-R peso leve masculino                     |

## Resultados por Esporte

### Aquáticos

#### Saltos ornamentais
| Atleta             | Evento                            | Eliminatória  | Eliminatória  | Final       | Final       |
| Atleta             | Evento                            | Resultado     | Posição       | Resultado   | Posição     |
| ------------------ | --------------------------------- | ------------- | ------------- | ----------- | ----------- |
| Erik Adlerz        | Plataforma de 10m masculino       | 74.76         | 1             | 73.94       | 1           |
| Erik Adlerz        | Salto simples em altura masculino | 39.90         | 2             | 40.00       | 1           |
| Märta Adlerz       | Plataforma de 10m feminino        | 21.90         | 13            | Não avançou | Não avançou |
| Elsa Andersson     | Plataforma de 10m feminino        | 29.70         | 8             | 31.30       | 6           |
| Robert Andersson   | Plataforma de 10m masculino       | 60.39         | 13            | Não avançou | Não avançou |
| Selma Andersson    | Plataforma de 10m feminino        | 30.60         | 7             | 28.30       | 7           |
| Ernfrid Appelqvist | Trampolim de 3m masculino         | 62.61         | 11            | Não avançou | Não avançou |
| Harald Arbin       | Plataforma de 10m masculino       | 62.75         | 7             | 62.62       | 6           |
| Gustaf Blomgren    | Plataforma de 10m masculino       | 68.50         | 2             | 69.56       | 3           |
| Ernst Brandsten    | Trampolim de 3m masculino         | 65.02         | 10            | Não avançou | Não avançou |
| Ernst Brandsten    | Plataforma de 10m masculino       | 61.42         | 11            | Não avançou | Não avançou |
| Ernst Brandsten    | Salto simples em altura masculino | 37.70         | 6             | 36.20       | 7           |
| Eskil Brodd        | Trampolim de 3m masculino         | 62.60         | 12            | Não avançou | Não avançou |
| Alvin Carlsson     | Plataforma de 10m masculino       | 66.98         | 4             | 63.16       | 7           |
| Viktor Crondahl    | Salto simples em altura masculino | 37.00         | 7             | 37.10       | 4           |
| Ester Edström      | Plataforma de 10m feminino        | 26.30         | 11            | Não avançou | Não avançou |
| Ella Eklund        | Plataforma de 10m feminino        | 34.40         | 3             | 31.90       | 5           |
| Ernst Eklund       | Trampolim de 3m masculino         | 53.02         | 17            | Não avançou | Não avançou |
| Ernst Eklund       | Plataforma de 10m masculino       | 59.94         | 14            | Não avançou | Não avançou |
| Gunnar Ekstrand    | Salto simples em altura masculino | 35.30         | 13            | Não avançou | Não avançou |
| Torsten Eriksson   | Plataforma de 10m masculino       | Did not start | Did not start | Não avançou | Não avançou |
| Torsten Eriksson   | Salto simples em altura masculino | 35.80         | 10            | Não avançou | Não avançou |
| Elis Holmer        | Salto simples em altura masculino | 30.20         | 26            | Não avançou | Não avançou |
| John Jansson       | Trampolim de 3m masculino         | 77.77         | 3             | 69.64       | 7           |
| John Jansson       | Plataforma de 10m masculino       | 59.75         | 15            | Não avançou | Não avançou |
| John Jansson       | Salto simples em altura masculino | 38.30         | 4             | 39.10       | 3           |
| Alfred Johansson   | Salto simples em altura masculino | 34.70         | 17            | Não avançou | Não avançou |
| Gerda Johansson    | Plataforma de 10m feminino        | 28.70         | 9             | Não avançou | Não avançou |
| Greta Johansson    | Plataforma de 10m feminino        | 36.20         | 1             | 39.90       | 1           |
| Hjalmar Johansson  | Plataforma de 10m masculino       | 68.06         | 3             | 67.80       | 4           |
| Hjalmar Johansson  | Salto simples em altura masculino | 40.10         | 1             | 39.30       | 2           |
| Tora Larsson       | Plataforma de 10m feminino        | 31.00         | 6             | 26.80       | 8           |
| Sven Montan        | Salto simples em altura masculino | 30.20         | 26            | Não avançou | Não avançou |
| Dagmar Nilsson     | Plataforma de 10m feminino        | 27.30         | 10            | Não avançou | Não avançou |
| Sven Nylund        | Trampolim de 3m masculino         | 62.60         | 12            | Não avançou | Não avançou |
| Elsa Regnell       | Plataforma de 10m feminino        | 34.90         | 2             | 33.20       | 4           |
| Lisa Regnell       | Plataforma de 10m feminino        | 34.10         | 4             | 36.00       | 2           |
| Axel Runström      | Trampolim de 3m masculino         | 58.42         | 15            | Não avançou | Não avançou |
| Axel Runström      | Salto simples em altura masculino | 38.30         | 4             | 36.00       | 6           |
| Gösta Sjöberg      | Plataforma de 10m masculino       | 62.08         | 10            | Não avançou | Não avançou |
| Jens Stefenson     | Plataforma de 10m masculino       | 41.54         | 21            | Não avançou | Não avançou |
| Jens Stefenson     | Salto simples em altura masculino | 31.20         | 25            | Não avançou | Não avançou |
| Willy Thulin       | Plataforma de 10m feminino        | 25.00         | 12            | Não avançou | Não avançou |
| Erik Tjäder        | Trampolim de 3m masculino         | 53.56         | 16            | Não avançou | Não avançou |

#### Natação
| Nadador                                                   | Eventos                           | Eliminatória | Eliminatória | Quartas-de-final | Quartas-de-final | Semifinal    | Semifinal    | Final       | Final       |
| Nadador                                                   | Eventos                           | Resultado    | Posição      | Resultado        | Posição          | Resultado    | Posição      | Resultado   | Posição     |
| --------------------------------------------------------- | --------------------------------- | ------------ | ------------ | ---------------- | ---------------- | ------------ | ------------ | ----------- | ----------- |
| Erik Andersson                                            | 100m livre masculino              | 1:13:0       | ?            | Não avançou      | Não avançou      | Não avançou  | Não avançou  | Não avançou | Não avançou |
| Nils Andersson                                            | 200m peito masculino              |              |              | 3:20.6           | 14               | Não avançou  | Não avançou  | Não avançou | Não avançou |
| Nils Andersson                                            | 400m peito masculino              |              |              | 7:17.0           | 13               | Não avançou  | Não avançou  | Não avançou | Não avançou |
| Robert Andersson                                          | 100m livre masculino              | 1:09.4       | ?            | 1:10.0           | 12               | Não avançou  | Não avançou  | Não avançou | Não avançou |
| Vilhelm Andersson                                         | 1.500m livre masculino            |              |              | 23:12.2          | 4                | 23:14.4      | 5            | Não avançou | Não avançou |
| Åke Bergman                                               | 100m costas masculino             |              |              | 1:33.8           | 12               | Não avançou  | Não avançou  | Não avançou | Não avançou |
| Erik Bergqvist                                            | 100m livre masculino              | 1:13.4       | ?            | Não começou      | Não começou      | Não avançou  | Não avançou  | Não avançou | Não avançou |
| Elsa Björklund                                            | 100m livre feminino               |              |              | ?                | ?                | Não avançou  | Não avançou  | Não avançou | Não avançou |
| Greta Carlsson                                            | 100m livre feminino               |              |              | ?                | ?                | Não avançou  | Não avançou  | Não avançou | Não avançou |
| Gustav Collin                                             | 1.500m livre masculino            |              |              | 27:05.2          | 13               | Não avançou  | Não avançou  | Não avançou | Não avançou |
| Nils-Erik Haglund                                         | 400m livre masculino              |              |              | 6:23.4           | 17               | Não avançou  | Não avançou  | Não avançou | Não avançou |
| Oscar Hamrén                                              | 200m peito masculino              |              |              | ?                | ?                | Não avançou  | Não avançou  | Não avançou | Não avançou |
| Pontus Hanson                                             | 200m peito masculino              |              |              | 3:14.2           | 11               | Não terminou | Não terminou | Não avançou | Não avançou |
| Sven Hanson                                               | 200m peito masculino              |              |              | 3:24.4           | 18               | Não avançou  | Não avançou  | Não avançou | Não avançou |
| Thor Henning                                              | 200m peito masculino              |              |              | 3:14.0           | 10               | 3:10.4       | 5            | Não avançou | Não avançou |
| Thor Henning                                              | 400m peito masculino              |              |              | 6:52.4 RO        | 6                | 6:32.0 RO    | 1            | 6:35.6      | 2           |
| Greta Johansson                                           | 100m livre feminino               |              |              | 1:41.4           | ?                | Não avançou  | Não avançou  | Não avançou | Não avançou |
| Sonja Johnsson                                            | 100m livre feminino               |              |              | ?                | ?                | Não avançou  | Não avançou  | Não avançou | Não avançou |
| Harald Julin                                              | 100m livre masculino              | 1:11.8       | ?            | Não começou      | Não começou      | Não avançou  | Não avançou  | Não avançou | Não avançou |
| Harald Julin                                              | 200m peito masculino              |              |              | 3:12.8           | 8                | 3:10.6       | 5            | Não avançou | Não avançou |
| Fredrik Löwenadler                                        | 200m peito masculino              |              |              | 3:22.2           | 16               | Não avançou  | Não avançou  | Não avançou | Não avançou |
| Hugo Lundevall                                            | 100m costas masculino             |              |              | 1:46.8           | 14               | Não avançou  | Não avançou  | Não avançou | Não avançou |
| Karin Lundgren                                            | 100m livre feminino               |              |              | 1:44.8           | ?                | Não avançou  | Não avançou  | Não avançou | Não avançou |
| Gunnar Sundman                                            | 100m costas masculino             |              |              | 1:31.2           | 10               | 1:35.0       | ?            | Não avançou | Não avançou |
| David Theander                                            | 400m livre masculino              |              |              | Não terminou     | Não terminou     | Não avançou  | Não avançou  | Não avançou | Não avançou |
| Vera Thulin                                               | 100m livre feminino               |              |              | 1:44.0           | ?                | Não avançou  | Não avançou  | Não avançou | Não avançou |
| Eskil Wedholm                                             | 400m livre masculino              |              |              | 6:29.8           | ?                | Não avançou  | Não avançou  | Não avançou | Não avançou |
| Eskil Wedholm                                             | 1.500m masculino                  |              |              | 27:38.0          | 14               | Não avançou  | Não avançou  | Não avançou | Não avançou |
| Greta Carlsson Greta Johansson Sonja Johnsson Vera Thulin | Revezamento 4x100m livre feminino |              |              |                  |                  |              |              | ?           | 4           |

#### Polo aquático
| Time   | Evento        | Quartas-de-final  | Semifinais             | Finals            | Repescagem 1      | Repescagem 2      | Partida da prata  | Posição |
| Time   | Evento        | Adversário Placar | Adversário Placar      | Adversário Placar | Adversário Placar | Adversário Placar | Adversário Placar | Posição |
| ------ | ------------- | ----------------- | ---------------------- | ----------------- | ----------------- | ----------------- | ----------------- | ------- |
| Suécia | Polo aquático | FRA França V 7–2  | GBR Grã-Bretanha D 6–3 | Não avançou       | Bye               | AUT Áustria V 8–1 | BEL Bélgica V 4–2 | 2       |

Quartas-de-final
| 7 de julho de 1912 | SWE Suécia                    | 7–2  | FRA França      | Djurgårdsbrunnsviken |
| 7 de julho de 1912 | R. Andersson 3, Bergqvist 3,? | Gols | Decoin, Provost | Djurgårdsbrunnsviken |

Semifinais
| 11 de julho de 1912 | GBR Grã-Bretanha                         | 6–3  | SWE Suécia                     | Djurgårdsbrunnsviken |
| 11 de julho de 1912 | Wilkinson (3), Hill, Radmilovic, Bentham | Gols | R. Andersson (2), V. Andersson | Djurgårdsbrunnsviken |

Repescagem da Segunda Rodada
| 14 de julho de 1912 | SWE Suécia                                        | 8–1  | AUT Áustria | Djurgårdsbrunnsviken |
| 14 de julho de 1912 | R. Andersson (3), Bergqvist (3), V. Andersson (2) | Gols | Scheff      | Djurgårdsbrunnsviken |

Partida da medalha de prata
| 16 de julho de 1912 | SWE Suécia                                | 4–2  | BEL Bélgica | Djurgårdsbrunnsviken |
| 16 de julho de 1912 | Bergqvist (2), V. Andersson, R. Andersson | Gols | ?,?         | Djurgårdsbrunnsviken |

### Atletismo
108 atletas representaram a Suécia.
| Atleta                                                        | Eventos                                  | Eliminatória | Eliminatória | Semifinal    | Semifinal    | Final        | Final        |
| Atleta                                                        | Eventos                                  | Resultado    | Posição      | Resultado    | Posição      | Resultado    | Posição      |
| ------------------------------------------------------------- | ---------------------------------------- | ------------ | ------------ | ------------ | ------------ | ------------ | ------------ |
| Arvid Åberg                                                   | Lançamento de martelo masculino          |              |              | 41.11        | 10           | Não avançou  | Não avançou  |
| Georg Åberg                                                   | Salto em distância masculino             |              |              | 7.04         | 3            | 7.18         | 3            |
| Georg Åberg                                                   | Salto triplo masculino                   |              |              | 14.51        | 2            | 14.51        | 2            |
| Richard Åbrink                                                | Lançamento de dardo masculino            |              |              | 52.20        | 6            | Não avançou  | Não avançou  |
| Richard Åbrink                                                | Lançamento de dardo com 2 mãos masculino |              |              | 93.12        | 6            | Não avançou  | Não avançou  |
| Alexis Ahlgren                                                | Maratona masculina                       |              |              |              |              | Não terminou | Não terminou |
| Erik Almlöf                                                   | Salto triplo masculino                   |              |              | 14.17        | 3            | 14.17        | 3            |
| Carl Andersson                                                | Maratona masculina                       |              |              |              |              | 3:06:13.0    | 24           |
| Hjalmar Andersson                                             | Cross country individual masculino       |              |              |              |              | 45:44.8      | 2            |
| Karl Bergh                                                    | Salto em distância estático masculino    |              |              | 2.95         | 18           | Não avançou  | Não avançou  |
| Karl Bergh                                                    | Salto em altura estático masculino       |              |              | 1.45         | 7            | Não avançou  | Não avançou  |
| Thure Bergvall                                                | Maratona masculina                       |              |              |              |              | Não terminou | Não terminou |
| Gustav Bétzen                                                 | Salto em distância masculino             |              |              | 6.24         | 21           | Não avançou  | Não avançou  |
| Evert Björn                                                   | 800m masculino                           | ?            | ?            | ?            | ?            | Não avançou  | Não avançou  |
| Evert Björn                                                   | 1.500m masculino                         |              |              | 4:07.2       | ?            | ?            | ?            |
| Gunnar Bolander                                               | Lançamento de disco masculino            |              |              | 36.22        | 26           | Não avançou  | Não avançou  |
| Thage Brauer                                                  | Salto em altura masculino                |              |              | 1.60         | 28           | Não avançou  | Não avançou  |
| Gustaf Carlén                                                 | Cross country individual masculino       |              |              |              |              | 51:26.8      | 21           |
| Mauritz Carlsson                                              | 5.000m masculino                         |              |              | 15:34.6      | 10           | 15:18.6      | 7            |
| Mauritz Carlsson                                              | 10.000m masculino                        |              |              | 33:06.2      | 5            | Não terminou | Não terminou |
| Janne Dahl                                                    | Lançamento de dardo masculino            |              |              | 45.67        | 15           | Não avançou  | Não avançou  |
| Hjalmar Dahlberg                                              | Maratona masculina                       |              |              |              |              | 3:13:32.2    | 27           |
| John Dahlin                                                   | 400m masculino                           | 51.0         | ?            | Não começou  | Não começou  | Não avançou  | Não avançou  |
| Ragnar Ekberg                                                 | 100m masculino                           | ?            | ?            | Não avançou  | Não avançou  | Não avançou  | Não avançou  |
| Ragnar Ekberg                                                 | Salto em distância estático masculino    |              |              | 3.03         | 13           | Não avançou  | Não avançou  |
| John Eke                                                      | 10.000m masculino                        |              |              | 34:55.8      | 14           | Não começou  | Não começou  |
| John Eke                                                      | Cross country individual masculino       |              |              |              |              | 46:37.6      | 3            |
| Leif Ekman                                                    | Salto em altura estático masculino       |              |              | 1.45         | 7            | Não avançou  | Não avançou  |
| Hugo Ericson                                                  | Pentatlo masculino                       |              |              |              |              | Eliminado    | 18           |
| Eskil Falk                                                    | Lançamento de dardo masculino            |              |              | 0            | 24           | Não avançou  | Não avançou  |
| Nils Fjästad                                                  | Pentatlo masculino                       |              |              |              |              | Eliminado    | 11           |
| Folke Fleetwood                                               | Lançamento de disco masculino            |              |              | 35.06        | 28           | Não avançou  | Não avançou  |
| Folke Fleetwood                                               | Lançamento de disco com 2 mãos masculino |              |              | 68.22        | 7            | Não avançou  | Não avançou  |
| Bror Fock                                                     | 10.000m masculino                        |              |              | Não terminou | Não terminou | Não avançou  | Não avançou  |
| Bror Fock                                                     | Cross country individual masculino       |              |              |              |              | 50:15.8      | 17           |
| Erik Frisell                                                  | 800m masculino                           | 1:59.2       | ?            | Não avançou  | Não avançou  | Não avançou  | Não avançou  |
| Nils Frykberg                                                 | 1.500m masculino                         |              |              | ?            | ?            | Não avançou  | Não avançou  |
| Clas Gille                                                    | Salto com vara masculino                 |              |              | 3.60         | 12           | Não avançou  | Não avançou  |
| Emil Grandell                                                 | 200m masculino                           | ?            | ?            | Não avançou  | Não avançou  | Não avançou  | Não avançou  |
| William Grüner                                                | Maratona masculina                       |              |              |              |              | Não avançou  | Não avançou  |
| David Guttman                                                 | Maratona masculina                       |              |              |              |              | Não avançou  | Não avançou  |
| Viktor Hackberg                                               | Lançamento de martelo masculino          |              |              | 38.44        | 13           | Não avançou  | Não avançou  |
| Viktor Hackberg                                               | Decatlo masculino                        |              |              |              |              | 1694.600     | 27           |
| Sten Hagander                                                 | Lançamento de dardo com 2 mãos masculino |              |              | 86.80        | 11           | Não avançou  | Não avançou  |
| Karl Haglund                                                  | 800m masculino                           | 2:01.2       | ?            | Não avançou  | Não avançou  | Não avançou  | Não avançou  |
| Gösta Hallberg                                                | Salto em altura masculino                |              |              | 1.75         | 13           | Não avançou  | Não avançou  |
| Carl Hårleman                                                 | Salto com vara masculino                 |              |              | 3.60         | 12           | Não avançou  | Não avançou  |
| Edvin Hellgren                                                | Cross country individual masculino       |              |              |              |              | Não avançou  | Não avançou  |
| Gustaf Holmér                                                 | Salto em altura masculino                |              |              | 1.60         | 28           | Não avançou  | Não avançou  |
| Gustaf Holmér                                                 | Pentatlo masculino                       |              |              |              |              | Eliminado    | 8            |
| Gustaf Holmér                                                 | Decatlo masculino                        |              |              |              |              | 7347.855     | 3            |
| Sigfrid Jacobsson                                             | Maratona masculina                       |              |              |              |              | 2:43:24.9    | 6            |
| Skotte Jacobsson                                              | 100m masculino                           | ?            | ?            | Não avançou  | Não avançou  | Não avançou  | Não avançou  |
| Skotte Jacobsson                                              | 200m masculino                           | ?            | ?            | ?            | ?            | Não avançou  | Não avançou  |
| Skotte Jacobsson                                              | Salto triplo masculino                   |              |              | 13.33        | 17           | Não avançou  | Não avançou  |
| Skotte Jacobsson                                              | Decatlo masculino                        |              |              |              |              | 2667.500     | 21           |
| Carl Jahnzon                                                  | Lançamento de martelo masculino          |              |              | 42.58        | 8            | Não avançou  | Não avançou  |
| Gunnar Johnson                                                | Lançamento de martelo masculino          |              |              | 39.92        | 11           | Não avançou  | Não avançou  |
| John Klintberg                                                | Cross country individual masculino       |              |              |              |              | Não terminou | Não terminou |
| Anders Krigsman                                               | Lançamento de dardo masculino            |              |              | 46.71        | 14           | Não avançou  | Não avançou  |
| Anders Krigsman                                               | Lançamento de dardo com 2 mãos masculino |              |              | 85.80        | 13           | Não avançou  | Não avançou  |
| Erik Kugelberg                                                | Pentatlo masculino                       |              |              |              |              | Eliminado    | 15           |
| Erik Kugelberg                                                | Decatlo masculino                        |              |              |              |              | 6758.780     | 8            |
| Karl-Axel Kullerstrand                                        | Salto em altura masculino                |              |              | 1.83         | 1            | 1.83         | 8            |
| Algot Larsson                                                 | Lançamento de dardo masculino            |              |              | 43.18        | 21           | Não avançou  | Não avançou  |
| Brynolf Larsson                                               | 10.000m masculino                        |              |              | Não terminou | Não terminou | Não avançou  | Não avançou  |
| Brynolf Larsson                                               | Cross country Individual masculino       |              |              |              |              | 47:37.4      | 9            |
| Erik Lemming                                                  | Lançamento de dardo masculino            |              |              | 57.42 RO     | 1            | 60.64 RO     | 1            |
| Erik Lemming                                                  | Lançamento de disco com 2 mãos masculino |              |              | 67.08        | 11           | Não avançou  | Não avançou  |
| Erik Lemming                                                  | Lançamento de dardo com 2 mãos masculino |              |              | 98.59        | 4            | Não avançou  | Não avançou  |
| Oscar Lemming                                                 | Pentatlo masculino                       |              |              |              |              | Eliminados   | 10           |
| Carl Johan Lind                                               | Lançamento de disco masculino            |              |              | 36.07        | 27           | Não avançou  | Não avançou  |
| Carl Johan Lind                                               | Lançamento de martelo masculino          |              |              | 45.61        | 5            | Não avançou  | Não avançou  |
| Carl Johan Lind                                               | Lançamento de disco com 2 mãos masculino |              |              | 68.02        | 8            | Não avançou  | Não avançou  |
| Alexander Lindahl                                             | Cross country Individual masculino       |              |              |              |              | Não terminou | Não terminou |
| Knut Lindberg                                                 | 100m masculino                           | 11.6         | ?            | ?            | ?            | Não avançou  | Não avançou  |
| Knut Lindberg                                                 | 200m masculino                           | 23.1         | ?            | 22.5         | ?            | Não avançou  | Não avançou  |
| Gustaf Lindblom                                               | Salto triplo masculino                   |              |              | 14.76        | 1            | 14.76        | 1            |
| Karl Lindblom                                                 | 200m masculino                           | ?            | ?            | Não avançou  | Não avançou  | Não avançou  | Não avançou  |
| Nils Linde                                                    | Lançamento de martelo masculino          |              |              | 43.32        | 7            | Não avançou  | Não avançou  |
| Nils Linde                                                    | Lançamento de disco com 2 mãos masculino |              |              | 67.10        | 9            | Não avançou  | Não avançou  |
| Eric Lindholm                                                 | 400m masculino                           | 51.4         | ?            | 50.2         | ?            | Não avançou  | Não avançou  |
| Eric Lindholm                                                 | 800m masculino                           | 2:01.5       | ?            | Não avançou  | Não avançou  | Não avançou  | Não avançou  |
| Inge Lindholm                                                 | Salto triplo masculino                   |              |              | 13.74        | 12           | Não avançou  | Não avançou  |
| Inge Lindholm                                                 | Pentatlo masculino                       |              |              |              |              | Eliminado    | 8            |
| Gustaf Ljunggren                                              | Salto em distância estático masculino    |              |              | 3.09         | 11           | Não avançou  | Não avançou  |
| Charles Lomberg                                               | Salto em distância masculino             |              |              | 6.62         | 17           | Não avançou  | Não avançou  |
| Charles Lomberg                                               | Pentatlo masculino                       |              |              |              |              | Eliminado    | 15           |
| Charles Lomberg                                               | Decatlo masculino                        |              |              |              |              | 7413.510     | 2            |
| Ivan Lönnberg                                                 | Maratona masculina                       |              |              |              |              | Não avançou  | Não avançou  |
| Ivar Lundberg                                                 | Maratona masculina                       |              |              |              |              | 3:16:35.2    | 28           |
| Klas Lundström                                                | 5.000m masculino                         |              |              | Não terminou | Não terminou | Não avançou  | Não avançou  |
| Klas Lundström                                                | Cross country individual masculino       |              |              |              |              | 48:45.4      | 13           |
| Charles Luther                                                | 100m masculino                           | 12.4         | ?            | ?            | ?            | Não avançou  | Não avançou  |
| Charles Luther                                                | 200m masculino                           | 23.6         | ?            | 22.3         | ?            | Não avançou  | Não avançou  |
| Emil Magnusson                                                | Lançamento de disco masculino            |              |              | 39.91        | 8            | Não avançou  | Não avançou  |
| Emil Magnusson                                                | Lançamento de disco com 2 mãos masculino |              |              | 75.35        | 2            | 77.37        | 3            |
| Helmer Måhl                                                   | Salto em altura estático masculino       |              |              | 1.30         | 17           | Não avançou  | Não avançou  |
| Gustaf Malmsten                                               | Salto em distância estático masculino    |              |              | 3.20         | 4            | Não avançou  | Não avançou  |
| Ragnar Mattson                                                | Salto em altura masculino                |              |              | 1.70         | 23           | Não avançou  | Não avançou  |
| Douglas Melin                                                 | Salto em distância estático masculino    |              |              | 3.02         | 14           | Não avançou  | Não avançou  |
| Bror Modigh                                                   | 5.000m masculino                         |              |              | 16:07.1      | ?            | Não avançou  | Não avançou  |
| Carl Möller                                                   | Salto em distância estático masculino    |              |              | 3.14         | 5            | Não avançou  | Não avançou  |
| Carl Möller                                                   | Salto em altura estático masculino       |              |              | 1.50         | 1            | 1.50         | 4            |
| Gustav Möller                                                 | 200m masculino                           | ?            | ?            | Não avançou  | Não avançou  | Não avançou  | Não avançou  |
| Gustav Möller                                                 | 400m masculino                           | ?            | ?            | Não avançou  | Não avançou  | Não avançou  | Não avançou  |
| Henning Möller                                                | Lançamento de disco masculino            |              |              | 32.23        | 37           | Não avançou  | Não avançou  |
| Ivan Möller                                                   | 100m masculino                           | 11.5         | ?            | ?            | ?            | Não avançou  | Não avançou  |
| Ivan Möller                                                   | 200m masculino                           | 23.6         | ?            | 22.4         | ?            | Não avançou  | Não avançou  |
| Calle Nilsson                                                 | Maratona masculina                       |              |              |              |              | 3:26:56.4    | 32           |
| Einar Nilsson                                                 | Arremesso de peso masculino              |              |              | 12.62        | 7            | Não avançou  | Não avançou  |
| Einar Nilsson                                                 | Lançamento de disco masculino            |              |              | 39.69        | 10           | Não avançou  | Não avançou  |
| Einar Nilsson                                                 | Arremesso de peso com 2 mãos masculino   |              |              | 23.37        | 5            | Não avançou  | Não avançou  |
| Einar Nilsson                                                 | Lançamento de disco com 2 mãos masculino |              |              | 71.40        | 4            | Não avançou  | Não avançou  |
| Einar Nilsson                                                 | Pentatlo masculino                       |              |              |              |              | Eliminado    | 14           |
| Einar Nilsson                                                 | Decatlo masculino                        |              |              |              |              | 2925.200     | 19           |
| Gunnar Nilsson                                                | Lançamento de disco masculino            |              |              | 37.44        | 23           | Não avançou  | Não avançou  |
| Gunnar Nilsson                                                | Lançamento de dardo com 2 mãos masculino |              |              | 67.09        | 10           | Não avançou  | Não avançou  |
| Magnus Nilsson                                                | Salto com vara masculino                 |              |              | 3.20         | 18           | Não avançou  | Não avançou  |
| Otto Nilsson                                                  | Lançamento de disco masculino            |              |              | 31.07        | 40           | Não avançou  | Não avançou  |
| Otto Nilsson                                                  | Lançamento de dardo masculino            |              |              | 49.18        | 10           | Não avançou  | Não avançou  |
| Otto Nilsson                                                  | Lançamento de dardo com 2 mãos masculino |              |              | 88.90        | 8            | Não avançou  | Não avançou  |
| Gustaf Nordén                                                 | Salto triplo masculino                   |              |              | 13.81        | 10           | Não avançou  | Não avançou  |
| Henrik Nordström                                              | 5.000m masculino                         |              |              | 15:49.1      | 12           | Não começou  | Não começou  |
| Henrik Nordström                                              | Cross country Individual masculino       |              |              |              |              | Não terminou | Não terminou |
| Albert Öberg                                                  | 10.000m masculino                        |              |              | 35:45.0      | 16           | Não avançou  | Não avançou  |
| Hjalmar Ohlsson                                               | Salto triplo masculino                   |              |              | 14.01        | 7            | Não avançou  | Não avançou  |
| Patrik Ohlsson                                                | Salto em distância masculino             |              |              | 6.28         | 20           | Não avançou  | Não avançou  |
| Patrik Ohlsson                                                | Salto triplo masculino                   |              |              | 13.45        | 15           | Não avançou  | Não avançou  |
| Thorild Ohlsson                                               | 5.000m masculino                         |              |              | 15:25.2      | 5            | Não começou  | Não começou  |
| Arvid Ohrling                                                 | Lançamento de dardo masculino            |              |              | 45.32        | 16           | Não avançou  | Não avançou  |
| Arvid Ohrling                                                 | Lançamento de dardo com 2 mãos masculino |              |              | 87.17        | 10           | Não avançou  | Não avançou  |
| Carl Olsson                                                   | Lançamento de martelo masculino          |              |              | 46.50        | 4            | Não avançou  | Não avançou  |
| Svante Olsson                                                 | Lançamento de dardo masculino            |              |              | 46.94        | 13           | Não avançou  | Não avançou  |
| Ture Person                                                   | 100m masculino                           | ?            | ?            | Não avançou  | Não avançou  | Não avançou  | Não avançou  |
| Ture Person                                                   | 200m masculino                           | 23.2         | ?            | ?            | ?            | Não avançou  | Não avançou  |
| Martin Persson                                                | 5.000m masculino                         |              |              | Não terminou | Não terminou | Não avançou  | Não avançou  |
| Martin Persson                                                | 10.000m masculino                        |              |              | 34:18.6      | 11           | Não começou  | Não começou  |
| Gunnar Rönström                                               | Decatlo masculino                        |              |              |              |              | 2446.950     | 22           |
| Sander Santesson                                              | Salto com vara masculino                 |              |              | 3.20         | 18           | Não avançou  | Não avançou  |
| Richard Sjöberg                                               | Salto em altura masculino                |              |              | 1.75         | 13           | Não avançou  | Não avançou  |
| Richard Sjöberg                                               | Salto com vara masculino                 |              |              | 3.60         | 12           | Não avançou  | Não avançou  |
| Rudolf Smedmark                                               | 100m masculino                           | ?            | ?            | Não terminou | Não terminou | Não avançou  | Não avançou  |
| Rudolf Smedmark                                               | Salto em altura estático masculino       |              |              | 1.45         | 7            | Não avançou  | Não avançou  |
| Karl Sonne                                                    | Lançamento de dardo masculino            |              |              | 47.85        | 11           | Não avançou  | Não avançou  |
| Karl Sonne                                                    | Lançamento de dardo com 2 mãos masculino |              |              | 84.96        | 14           | Não avançou  | Não avançou  |
| Knut Stenborg                                                 | 200m masculino                           | ?            | ?            | Não avançou  | Não avançou  | Não avançou  | Não avançou  |
| Knut Stenborg                                                 | 400m masculino                           | 1:01.6       | ?            | 50.5         | ?            | Não avançou  | Não avançou  |
| Johan Sundkvist                                               | Cross country individual masculino       |              |              |              |              | 47:40.0      | 10           |
| Hugo Svensson                                                 | Salto com vara masculino                 |              |              | 3.20         | 18           | Não avançou  | Não avançou  |
| Josef Ternström                                               | Cross country individual masculino       |              |              |              |              | 47:07.1      | 5            |
| Gustaf Törnros                                                | Maratona masculina                       |              |              |              |              | Não terminou | Não terminou |
| Bertil Uggla                                                  | Salto com vara masculino                 |              |              | 3.65         | 1            | 3.80         | 3            |
| Paulus af Uhr                                                 | Salto em altura masculino                |              |              | 1.70         | 23           | Não avançou  | Não avançou  |
| Hugo Weislander                                               | Pentatlo masculino                       |              |              |              |              | 32 pontos    | 7            |
| Hugo Weislander                                               | Decatlo masculino                        |              |              |              |              | 7724.495     | 1            |
| Jacob Westberg                                                | Maratona masculina                       |              |              |              |              | 3:02:05.2    | 22           |
| Ernst Wide                                                    | 1.500m masculino                         |              |              | 4:06.0       | ?            | 3:57.6       | 5            |
| John Zander                                                   | 1.500m masculino                         |              |              | 4:05.5       | 3            | 4:02.0       | 7            |
| Paul Zerling                                                  | 400m masculino                           | 55.4         | ?            | ?            | ?            | Não avançou  | Não avançou  |
| Hjalmar Andersson John Eke Josef Ternström                    | Cross country por equipes masculino      |              |              |              |              | 10 pontos    | 1            |
| John Dahlin Eric Lindholm Knut Stenborg Paul Zerling          | Revezamento 4x400m masculino             |              |              | 3:25.0       | 5            | Não avançou  | Não avançou  |
| Bror Fock Nils Frykberg Thorild Olsson Ernst Wide John Zander | 3.000m por equipes masculino             |              |              | 9 pontos     | N/A          | 13 pontos    | 2            |
| Knut Lindberg Charles Luther Ivan Möller Ture Person          | Revezamento 4x100m masculino             | 43.6 RO      | 1            | 42.5 RO      | 2            | 42.6         | 2            |

### Ciclismo

#### Ciclismo Estrada
| Ciclista                                         | Eventos                               | Final        | Final        |
| Ciclista                                         | Eventos                               | Resultado    | Posição      |
| ------------------------------------------------ | ------------------------------------- | ------------ | ------------ |
| Ernst Björk                                      | Individual contra o relógio masculino | 12:00:49.4   | 51           |
| Alexis Ekström                                   | Individual contra o relógio masculino | 11:14:50.7   | 12           |
| Erik Friborg                                     | Individual contra o relógio masculino | 11:04:17.0   | 7            |
| Werner Karlsson                                  | Individual contra o relógio masculino | 11:24:18.0   | 19           |
| Karl Landsberg                                   | Individual contra o relógio masculino | Não terminou | Não terminou |
| John Levin                                       | Individual contra o relógio masculino | Não terminou | Não terminou |
| Algot Lönn                                       | Individual contra o relógio masculino | 11:12:02.5   | 10           |
| Carl Lundquist                                   | Individual contra o relógio masculino | Não terminou | Não terminou |
| Ragnar Malm                                      | Individual contra o relógio masculino | 11:08:14.5   | 8            |
| Henrik Morén                                     | Individual contra o relógio masculino | 11:21:31.9   | 15           |
| Axel Persson                                     | Individual contra o relógio masculino | 11:10:59.6   | 9            |
| Johan Pettersson                                 | Individual contra o relógio masculino | Não terminou | Não terminou |
| Erik Friborg Ragnar Malm Axel Persson Algot Lönn | Equipes contra o relógio masculino    | 44:35:33.6   | 1            |

### Hipismo
| Cavaleiro                                                               | Cavalo                         | Eventos                 | Final     | Final   |
| Cavaleiro                                                               | Cavalo                         | Eventos                 | Resultado | Posição |
| ----------------------------------------------------------------------- | ------------------------------ | ----------------------- | --------- | ------- |
| Nils Adlercreutz                                                        | Ilex                           | Saltos Individual       | 181       | 6       |
| Nils Adlercreutz                                                        | Atout                          | CCE Individual          | 46.31     | 4       |
| Hans von Blixen-Finecke                                                 | Maggie                         | Adestramento Individual | 32        | 3       |
| Gustaf Adolf Boltenstern                                                | Neptun                         | Adestramento Individual | 21        | 2       |
| Carl Bonde                                                              | Emperor                        | Adestramento Individual | 15        | 1       |
| Ernst Casparsson                                                        | Kiriki                         | Saltos Individual       | 181       | 6       |
| Ernst Casparsson                                                        | Ermelin                        | CCE Individual          | 46.16     | 5       |
| Åke Hök                                                                 | Mona                           | Saltos Individual       | 170       | 22      |
| Henric Horn af Åminne                                                   | Omen                           | CCE Individual          | 45.85     | 10      |
| Carl Kruckenberg                                                        | Kartusch                       | Adestramento Individual | 51        | 8       |
| Charles Lewenhaupt                                                      | Arno                           | Saltos Individual       | 180       | 9       |
| Gustaf Lewenhaupt                                                       | Medusa                         | Saltos Individual       | 180       | 9       |
| Axel Nordlander                                                         | Lady Artist                    | CCE Individual          | 46.59     | 1       |
| Carl Rosenblad                                                          | Miss Hastings                  | Adestramento Individual | 43        | 5       |
| Oscar af Ström                                                          | Irish Lass                     | Adestramento Individual | 47        | 6       |
| Carl-Axel Torén                                                         | Falken                         | Saltos Individual       | 179       | 13      |
| Gustaf Kilman Gustaf Lewenhaupt Hans von Rosen Fredrik Rosencrantz      | Gåtan Medusa Lord Iron Drabant | Saltos por Equipes      | 545       | 1       |
| Nils Adlercreutz Ernst Casparsson Henric Horn af Åminne Axel Nordlander | Atout Irmelin Omen Lady Artist | CCE por Equipes         | 139.06    | 1       |

### Esgrima
| Esgrimista         | Eventos                      | Primeira Rodada | Primeira Rodada  | Quartas-de-final | Quartas-de-final | Semifinais  | Semifinais       | Final       | Final       |
| Esgrimista         | Eventos                      | Resultado       | Posição no grupo | Resultado        | Posição no grupo | Resultado   | Posição no grupo | Resultado   | Posição     |
| ------------------ | ---------------------------- | --------------- | ---------------- | ---------------- | ---------------- | ----------- | ---------------- | ----------- | ----------- |
| Gustaf Armgarth    | Florete masculino            | 4 derrotas      | 6                | Não avançou      | Não avançou      | Não avançou | Não avançou      | Não avançou | Não avançou |
| Gustaf Armgarth    | Sabre masculino              | 0 vitórias      | 4                | Não avançou      | Não avançou      | Não avançou | Não avançou      | Não avançou | Não avançou |
| Gunnar Böös        | Florete masculino            | 5 derrotas      | 6                | Não avançou      | Não avançou      | Não avançou | Não avançou      | Não avançou | Não avançou |
| Georg Branting     | Espada masculino             | 1 derrota       | 1                | 1 derrota        | 1                | 4 derrotas  | 4                | Não avançou | Não avançou |
| Knut Enell         | Escada masculino             | 4 losses        | 5                | Não avançou      | Não avançou      | Não avançou | Não avançou      | Não avançou | Não avançou |
| Åke Grönhagen      | Espada masculino             | 5 losses        | 6                | Não avançou      | Não avançou      | Não avançou | Não avançou      | Não avançou | Não avançou |
| Nils Grönvall      | Florete masculino            | 3 derrotas      | 4                | Não avançou      | Não avançou      | Não avançou | Não avançou      | Não avançou | Não avançou |
| Carl Hjorth        | Florete masculino            | 1 derrota       | 2                | 3 derrotas       | 4                | Não avançou | Não avançou      | Não avançou | Não avançou |
| Axel Jöhncke       | Florete masculino            | 2 derrotas      | 2                | 3 derrotas       | 4                | Não avançou | Não avançou      | Não avançou | Não avançou |
| Carl-Gustaf Klerck | Sabre masculino              | 1 vitória       | 4                | Não avançou      | Não avançou      | Não avançou | Não avançou      | Não avançou | Não avançou |
| Gustaf Lindblom    | Espada masculino             | 3 derrotas      | 1                | 2 derrotas       | 2                | 3 derrotas  | 4                | Não avançou | Não avançou |
| Gunnar Lindholm    | Sabre masculino              | 0 vitórias      | 4                | Não avançou      | Não avançou      | Não avançou | Não avançou      | Não avançou | Não avançou |
| Sven Nordenström   | Sabre masculino              | 2 vitórias      | 3                | 4 derrotas       | 5                | Não avançou | Não avançou      | Não avançou | Não avançou |
| Carl Personne      | Florete masculino            | 4 derrotas      | 6                | Não avançou      | Não avançou      | Não avançou | Não avançou      | Não avançou | Não avançou |
| Carl Personne      | Sabre masculino              | Bye             | Bye              | 1 derrota        | 2                | 0 vitória   | 6                | Não avançou | Não avançou |
| Einar Sörensen     | Espada masculino             | 1 derrota       | 1                | 1 derrota        | 1                | 1 derrota   | 1                | 3–4         | 5           |
| Louis Sparre       | Espada masculino             | 2 derrotas      | 3                | 4 derrotas       | 5                | Não avançou | Não avançou      | Não avançou | Não avançou |
| Helge Werner       | Sabre masculino              | 0 vitórias      | 5                | Não avançou      | Não avançou      | Não avançou | Não avançou      | Não avançou | Não avançou |
| Sweden             | Espada por equipes masculino |                 |                  | 1–0              | 1                | 3–0         | 1                | 1–2         | 4           |
| Sweden             | Sabre por equipes masculino  |                 |                  | 0–1              | 3                | Não avançou | Não avançou      | Não avançou | Não avançou |

### Futebol
| Time   | Evento  | Oitavas-de-final  | Quartas-de-final  | Semifinais        | Finais            | Posição |
| Time   | Evento  | Adversário Placar | Adversário Placar | Adversário Placar | Adversário Placar | Posição |
| ------ | ------- | ----------------- | ----------------- | ----------------- | ----------------- | ------- |
| Suécia | Futebol | D 4–3             | Não avançou       | Não avançou       | Não avançou       | 9       |

Oitavas-de-final
| 1912-06-29 | Holanda                     | 4 – 3 (a.e.t.) | Suécia                             | Olympiastadion, Estocolmo |
|            | Bouvy 28' 52' · Vos 43' 91' |                | Swensson 3' 80' · E. Börjesson 62' | Árbitro: 14,000           |

### Ginástica
| Ginasta | Eventos           | Final     | Final   |
| Ginasta | Eventos           | Resultado | Posição |
| ------- | ----------------- | --------- | ------- |
| Suécia  | Equipes Masculino | 937.46    | 1       |

### Pentatlo Moderno
| Pentatleta        | Evento           | Tiro    | Natação      | Esgrima      | Hipismo      | Atletismo    | Final        | Final        |
| Pentatleta        | Evento           | Posição | Posição      | Posição      | Posição      | Posição      | Pontuação    | Posição      |
| ----------------- | ---------------- | ------- | ------------ | ------------ | ------------ | ------------ | ------------ | ------------ |
| Gösta Åsbrink     | Pentatlo moderno | 1       | 4            | 15           | 7            | 1            | 28           | 2            |
| Eric Carlberg     | Pentatlo moderno | 8       | Não terminou | Não terminou | Não terminou | Não terminou | Não terminou | Não terminou |
| Åke Grönhagen     | Pentatlo moderno | 18      | 5            | 1            | 1            | 10           | 35           | 4            |
| Nils Häggström    | Pentatlo moderno | 13      | 15           | 18           | 20           | 2            | 68           | 12           |
| Erik de Laval     | Pentatlo moderno | 7       | 13           | 11           | Não terminou | Não terminou | Não terminou | Não terminou |
| Georg de Laval    | Pentatlo moderno | 2       | 3            | 10           | 3            | 12           | 30           | 3            |
| Patrik de Laval   | Pentatlo moderno | 5       | 17           | 13           | 17           | 20           | 72           | 14           |
| Gustaf Lewenhaupt | Pentatlo moderno | 24      | 12           | 19           | 15           | 4            | 74           | 17           |
| Gösta Lilliehöök  | Pentatlo moderno | 3       | 10           | 5            | 4            | 5            | 27           | 1            |
| Bror Mannström    | Pentatlo moderno | 14      | 14           | 16           | 2            | 9            | 55           | 7            |
| James Stranne     | Pentatlo moderno | 11      | 9            | 3            | 8            | 11           | 42           | 6            |
| Erik Wersäll      | Pentatlo moderno | 9       | 8            | 21           | 19           | 6            | 63           | 9            |

### Remo
| Remador | Timoneiro       | Eventos                        | Eliminatórias | Eliminatórias | Quartas-de-final | Quartas-de-final | Semifinal   | Semifinal   | Final       | Final       |
| Remador | Timoneiro       | Eventos                        | Resultado     | Posição       | Resultado        | Posição          | Resultado   | Posição     | Resultado   | Posição     |
| --- | --------------- | ------------------------------ | ------------- | ------------- | ---------------- | ---------------- | ----------- | ----------- | ----------- | ----------- |
| Einar Amundén Ragnar Bergstedt Gustaf Broberg Simon Ericsson Ivar Rydberg Anders Almqvist Arvid Svendel Leif Sörvik           | Gillis Ahlberg  | Oito com masculino             | ?             | ?             | Não avançou      | Não avançou      | Não avançou | Não avançou | Não avançou | Não avançou |
| Gustaf Brunkman Per Mattson Sebastian Tamm Ted Wachtmeister Conrad Brunkman William Bruhn-Möller Ture Rosvall Herman Dahlbäck | Wilhelm Wilkens | Oito com masculino             | Bye           | Bye           | ?                | ?                | Não avançou | Não avançou | Não avançou | Não avançou |
| Tage Johnson Axel Johansson Axel Gabrielsson Charles Gabrielsson                                                              | Wilhelm Brandes | Quatro com inriggers masculino |               |               | ?                | ?                | Não avançou | Não avançou | Não avançou | Não avançou |
| John Lager Axel Eriksson Ernst Wetterstrand Gunnar Lager                                                                      | Karl Sundholm   | Quatro com masculino           | ?             | ?             | Não avançou      | Não avançou      | Não avançou | Não avançou | Não avançou | Não avançou |
| Ture Rosvall William Bruhn-Möller Conrad Brunkman Herman Dahlbäck                                                             | Wilhelm Wilkens | Quatro com inriggers masculino |               |               | 7:51.5           | 1                | 7:39.2      | 1           | 7:56.9      | 1           |

### Vela
| Velejador | Barco       | Eventos          | Regata 1 | Regata 1 | Regata 1 | Regata 2 | Regata 2 | Regata 2 | Regata da Medalha | Regata da Medalha | Final  | Final   |
| Velejador | Barco       | Eventos          | Tempo    | Posição  | Pontos   | Tempo    | Posição  | Pontos   | Tempo             | Posição           | Pontos | Posição |
| --- | ----------- | ---------------- | -------- | -------- | -------- | -------- | -------- | -------- | ----------------- | ----------------- | ------ | ------- |
| Otto Aust Eric Sandberg Harald Sandberg | Kerstin     | Classe 6 metros  | 2:44:54  | 6        | 0        | 2:26:44  | 3        | 1        | 2:42:32           | 1                 | 1      | 3       |
| Per Bergman Dick Bergström Kurt Bergström Hugo Clason Folke Johnson Sigurd Kander Nils Lamby Erik Lindqvist Nils Persson Richard Sällström | Ema Signe   | Classe 12 metros | 3:24:13  | 2        | 3        | 3:48:06  | 2        | 3        |                   |                   | 6      | 2       |
| Bertil Bothén Björn Bothén Fred Forsberg Erland Lindén Arvid Perslow Erik Waller                                                           | Marga       | Classe 10 metros | 4:01:11  | 4        | 0        | 3:50:30  | 4        | 0        |                   |                   | 0      | 4       |
| Filip Ericsson Carl Hellström Paul Isberg Humbert Lundén Herman Nyberg Harry Rosenswärd Erik Wallerius Harald Wallin                       | Kitty       | Classe 10 metros | 3:46:04  | 1        | 7        | 3:43:51  | 1        | 7        |                   |                   | 14     | 1       |
| Ragnar Gripe Thorsten Grönfors Emil Hagström Gunnar Månsson Fritz Sjöqvist Johan Sjöqvist                                                  | R. S. Y. C. | Classe 8 metros  | 2:23:46  | 6        | 0        | 2:16:33  | 6        | 0        |                   |                   | 0      | 5       |
| Edvin Hagberg Jonas Jonsson Olof Mark | Sass        | Classe 6 metros  | 2:37:01  | 3        | 1        | 2:30:24  | 4        | 0        | 2:44:11           | 2                 | 1      | 4       |
| Emil Henriques Bengt Heyman Alvar Thiel Herbert Westermark Nils Westermark                                                                 | Sans Atout  | Classe 8 metros  | 2:16:40  | 2        | 3        | 2:16:04  | 4        | 0        | 2:26:44           | 2                 | 3      | 2       |

### Tiro
| Atirador                                                                                           | Eventos                                        | Final     | Final   |
| Atirador                                                                                           | Eventos                                        | Resultado | Posição |
| -------------------------------------------------------------------------------------------------- | ---------------------------------------------- | --------- | ------- |
| Per-Olof Arvidsson                                                                                 | Carabina três posições 300 m masculino         | 838       | 48      |
| Per-Olof Arvidsson                                                                                 | Carabina militar três posições 300 m masculino | 87        | 18      |
| Per-Olof Arvidsson                                                                                 | Tiro simples ao veado masculino                | 26        | 26      |
| Per-Olof Arvidsson                                                                                 | Tiro duplo ao veado masculino                  | 68        | 4       |
| Edward Benedicks                                                                                   | Tiro simples ao veado masculino                | 26        | 26      |
| Edward Benedicks                                                                                   | Tiro duplo ao veado masculino                  | 74        | 2       |
| Edward Benedicks                                                                                   | Fossa olímpica masculino                       | 34        | 38      |
| Carl Björkman                                                                                      | Carabina três posições 300 m masculino         | 888       | 34      |
| Tönnes Björkman                                                                                    | Carabina três posições 300 m masculino         | 947       | 8       |
| Tönnes Björkman                                                                                    | Carabina 600 m masculino                       | 81        | 25      |
| Tönnes Björkman                                                                                    | Carabina militar três posições 300 m masculino | 88        | 14      |
| Erik Blomqvist                                                                                     | Carabina três posições 300 m masculino         | 932       | 10      |
| Gustaf Boivie                                                                                      | Tiro rápido 25 m masculino                     | 272       | 11      |
| Gustaf Boivie                                                                                      | Pistola livre 50 m masculino                   | 401       | 42      |
| Gustaf Boivie                                                                                      | Carabina 25 m masculino                        | 212       | 15      |
| Otto Bökman                                                                                        | Fossa olímpica masculino                       | 10        | 56      |
| Erik Boström                                                                                       | Tiro rápido 25 m masculino                     | 274       | 17      |
| Erik Boström                                                                                       | Pistola livre 50 m masculino                   | 468       | 5       |
| Erik Boström                                                                                       | Carabina deitado 50 m masculino                | 189       | 8       |
| Eric Carlberg                                                                                      | Tiro rápido 25 m masculino                     | 278       | 6       |
| Eric Carlberg                                                                                      | Pistola livre 50 m masculino                   | 452       | 12      |
| Eric Carlberg                                                                                      | Carabina deitado 50 m masculino                | 186       | 17      |
| Eric Carlberg                                                                                      | Carabina 25 m masculino                        | 219       | 20      |
| Vilhelm Carlberg                                                                                   | Tiro rápido 25 m masculino                     | 274       | 15      |
| Vilhelm Carlberg                                                                                   | Pistola livre 50 m masculino                   | 446       | 16      |
| Vilhelm Carlberg                                                                                   | Carabina deitado 50 m masculino                | 185       | 21      |
| Vilhelm Carlberg                                                                                   | Carabina 25 m masculino                        | 242       | 1       |
| Hugo Cederschiöld                                                                                  | Tiro rápido 25 m masculino                     | 225       | 37      |
| Hugo Cederschiöld                                                                                  | Pistola livre 50 m masculino                   | 352       | 51      |
| Adolph Cederström                                                                                  | Tiro simples ao veado masculino                | 37        | 8       |
| Wilhelm Dybäck                                                                                     | Tiro duplo ao veado masculino                  | 57        | 14      |
| Johan Ekman                                                                                        | Tiro simples ao veado masculino                | 34        | 11      |
| Johan Ekman                                                                                        | Tiro duplo ao veado masculino                  | 58        | 12      |
| Johan Ekman                                                                                        | Fossa olímpica masculino                       | 31        | 40      |
| Gideon Ericsson                                                                                    | Pistola livre 50 m masculino                   | 408       | 37      |
| Gideon Ericsson                                                                                    | Carabina deitado 50 m masculino                | 157       | 39      |
| Gideon Ericsson                                                                                    | Carabina 25 m masculino                        | 231       | 3       |
| Herman Eriksson                                                                                    | Fossa olímpica masculino                       | 14        | 41      |
| Mauritz Eriksson                                                                                   | Carabina três posições 300 m masculino         | 922       | 14      |
| Mauritz Eriksson                                                                                   | Carabina 600 m masculino                       | 77        | 38      |
| Carl Flodström                                                                                     | Carabina militar três posições 300 m masculino | 91        | 8       |
| Hjalmar Frisell                                                                                    | Tiro duplo ao veado masculino                  | 58        | 12      |
| Hjalmar Frisell                                                                                    | Fossa olímpica masculino                       | 38        | 29      |
| Emil Gustafsson                                                                                    | Carabina 600 m masculino                       | 85        | 15      |
| Axel Gyllenkrok                                                                                    | Tiro rápido 25 m masculino                     | 255       | 30      |
| Axel Gyllenkrok                                                                                    | Carabina 25 m masculino                        | 227       | 6       |
| Arvid Hoflund                                                                                      | Carabina militar três posições 300 m masculino | 70        | 64      |
| Johan Hübner von Holst                                                                             | Tiro rápido 25 m masculino                     | 283       | 3       |
| Johan Hübner von Holst                                                                             | Carabina deitado 50 m masculino                | 189       | 9       |
| Johan Hübner von Holst                                                                             | Carabina 25 m masculino                        | 233       | 2       |
| Werner Jernström                                                                                   | Carabina três posições 300 m masculino         | 912       | 20      |
| Werner Jernström                                                                                   | Carabina 600 m masculino                       | 88        | 6       |
| Werner Jernström                                                                                   | Carabina militar três posições 300 m masculino | 75        | 53      |
| Ernst Johansson                                                                                    | Carabina deitado 50 m masculino                | 185       | 20      |
| Hugo Johansson                                                                                     | Carabina três posições 300 m masculino         | 959       | 4       |
| Hugo Johansson                                                                                     | Carabina 600 m masculino                       | 82        | 23      |
| Erik Jonsson                                                                                       | Carabina militar três posições 300 m masculino | 86        | 19      |
| Gustaf Adolf Jonsson                                                                               | Carabina três posições 300 m masculino         | 928       | 11      |
| Gustaf Adolf Jonsson                                                                               | Carabina militar três posições 300 m masculino | 88        | 16      |
| Robert Jonsson                                                                                     | Carabina três posições 300 m masculino         | 875       | 37      |
| Robert Jonsson                                                                                     | Carabina 600 m masculino                       | 79        | 36      |
| Robert Jonsson                                                                                     | Carabina 25 m masculino                        | 143       | 35      |
| Nils Klein                                                                                         | Fossa olímpica masculino                       | 10        | 56      |
| Leon Lagerlöf                                                                                      | Carabina 600 m masculino                       | 81        | 29      |
| Bernhard Larsson                                                                                   | Carabina três posições 300 m masculino         | 954       | 6       |
| Karl Larsson                                                                                       | Tiro simples ao veado masculino                | 39        | 4       |
| Georg de Laval                                                                                     | Tiro rápido 25 m masculino                     | 277       | 7       |
| Georg de Laval                                                                                     | Pistola livre 50 m masculino                   | 470       | 4       |
| Patrik de Laval                                                                                    | Tiro rápido 25 m masculino                     | 268       | 13      |
| Emil Lindewald                                                                                     | Tiro simples ao veado masculino                | 27        | 24      |
| Emil Lindewald                                                                                     | Tiro duplo ao veado masculino                  | 64        | 8       |
| Anders Lindskog                                                                                    | Tiro simples ao veado masculino                | 39        | 4       |
| Anders Lindskog                                                                                    | Tiro duplo ao veado masculino                  | 67        | 6       |
| Robert Löfman                                                                                      | Pistola livre 50 m masculino                   | 423       | 29      |
| Robert Löfman                                                                                      | Carabina deitado 50 m masculino                | 185       | 22      |
| Robert Löfman                                                                                      | Carabina 25 m masculino                        | 221       | 10      |
| Åke Lundeberg                                                                                      | Tiro simples ao veado masculino                | 41        | 2       |
| Åke Lundeberg                                                                                      | Tiro duplo ao veado masculino                  | 79        | 1       |
| Åke Lundeberg                                                                                      | Fossa olímpica masculino                       | 84        | 17      |
| Gustaf Lyman                                                                                       | Tiro simples ao veado masculino                | 31        | 15      |
| Gustaf Lyman                                                                                       | Tiro duplo ao veado masculino                  | 61        | 9       |
| Arthur Nordenswan                                                                                  | Carabina deitado 50 m masculino                | 186       | 16      |
| Arthur Nordenswan                                                                                  | Carabina 25 m masculino                        | 200       | 28      |
| Herman Nyberg                                                                                      | Fossa olímpica masculino                       | 13        | 45      |
| Fredrik Nyström                                                                                    | Pistola livre 50 m masculino                   | 426       | 25      |
| Fredrik Nyström                                                                                    | Carabina deitado 50 m masculino                | 187       | 15      |
| Torsten Nyström                                                                                    | Carabina 600 m masculino                       | 69        | 66      |
| Torsten Nyström                                                                                    | Carabina militar três posições 300 m masculino | 81        | 40      |
| Erik Odelberg                                                                                      | Carabina deitado 50 m masculino                | 179       | 28      |
| Erik Odelberg                                                                                      | Carabina 25 m masculino                        | 219       | 11      |
| Erik Ohlsson                                                                                       | Carabina 600 m masculino                       | 81        | 28      |
| Erik Ohlsson                                                                                       | Carabina militar três posições 300 m masculino | 86        | 21      |
| Ruben Örtegren                                                                                     | Carabina deitado 50 m masculino                | 186       | 19      |
| Ruben Örtegren                                                                                     | Carabina 600 m masculino                       | 74        | 49      |
| Paul Palén                                                                                         | Tiro rápido 25 m masculino                     | 286       | 2       |
| Paul Palén                                                                                         | Pistola livre 50 m masculino                   | 410       | 36      |
| Nils Romander                                                                                      | Carabina militar três posições 300 m masculino | 94        | 5       |
| Franz-Albert Schartau                                                                              | Tiro rápido 25 m masculino                     | 270       | 18      |
| Nils Skog                                                                                          | Carabina três posições 300 m masculino         | 869       | 43      |
| Erik Sökjer-Petersén                                                                               | Tiro simples ao veado masculino                | 34        | 11      |
| Erik Sökjer-Petersén                                                                               | Tiro duplo ao veado masculino                  | 65        | 7       |
| Gustaf Stiernspetz                                                                                 | Pistola livre 50 m masculino                   | 357       | 48      |
| Per Stridfeldt                                                                                     | Carabina militar três posições 300 m masculino | 86        | 20      |
| Carl-Johan Sund                                                                                    | Carabina 600 m masculino                       | 82        | 24      |
| Alfred Swahn                                                                                       | Tiro simples ao veado masculino                | 41        | 1       |
| Alfred Swahn                                                                                       | Tiro duplo ao veado masculino                  | 68        | 4       |
| Alfred Swahn                                                                                       | Fossa olímpica masculino                       | 82        | 21      |
| Oscar Swahn                                                                                        | Tiro simples ao veado masculino                | 39        | 4       |
| Oscar Swahn                                                                                        | Tiro duplo ao veado masculino                  | 72        | 3       |
| Oscar Swahn                                                                                        | Fossa olímpica masculino                       | 10        | 56      |
| Ivan Törnmarck                                                                                     | Tiro rápido 25 m masculino                     | 280       | 5       |
| Ivan Törnmarck                                                                                     | Pistola livre 50 m masculino                   | 453       | 11      |
| Axel Wahlstedt                                                                                     | Carabina deitado 50 m masculino                | 187       | 11      |
| Axel Wahlstedt                                                                                     | Carabina 25 m masculino                        | 200       | 25      |
| Carl Wallenborg                                                                                    | Carabina 600 m masculino                       | 87        | 11      |
| Carl Wallenborg                                                                                    | Carabina militar três posições 300 m masculino | 56        | 83      |
| Victor Wallenberg                                                                                  | Fossa olímpica masculino                       | 37        | 34      |
| August Wikström                                                                                    | Carabina três posições 300 m masculino         | 870       | 42      |
| Carl Wollert                                                                                       | Fossa olímpica masculino                       | 10        | 56      |
| Per-Olof Arvidsson Åke Lundeberg Alfred Swahn Oscar Swahn                                          | Tiro simples ao veado por equipe masculino     | 151       | 1       |
| Carl Björkman Tönnes Björkman Mauritz Eriksson Werner Jernström Hugo Johansson Bernhard Larsson    | Carabina militar por equipe masculino          | 1570      | 3       |
| Carl Björkman Erik Blomqvist Mauritz Eriksson Hugo Johansson Gustaf Adolf Jonsson Bernhard Larsson | Carabina por equipe masculino                  | 5655      | 1       |
| Gustaf Boivie Eric Carlberg Vilhelm Carlberg Johan Hübner von Holst                                | Carabina 25 m por equipe masculino             | 925       | 1       |
| Erik Boström Eric Carlberg Vilhelm Carlberg Georg de Laval                                         | Pistola militar 50 m por equipe masculino      | 1849      | 2       |
| Eric Carlberg Vilhelm Carlberg Johan Hübner von Holst Paul Palén                                   | Pistola militar 30 m por equipe masculino      | 1145      | 1       |
| Eric Carlberg Vilhelm Carlberg Arthur Nordenswan Ruben Örtegren                                    | Carabina 50 m por equipe masculino             | 748       | 2       |
| Johan Ekman Erik Frisell Åke Lundeberg Alfred Swahn Victor Wallenberg Carl Wollert                 | Tiro ao pombo por equipe masculino             | 243       | 4       |

### Tênis
| Atleta                             | Evento                    | Primeira Rodada                    | Segunda Rodada                                | Oitavas-de-Final                                     | Quartas-de-Final                         | Semifinais                                      | Finais                                     | Posição |
| Atleta                             | Evento                    | Adversário Placar                  | Adversário Placar                             | Adversário Placar                                    | Adversário Placar                        | Adversário Placar                               | Adversário Placar                          | Posição |
| ---------------------------------- | ------------------------- | ---------------------------------- | --------------------------------------------- | ---------------------------------------------------- | ---------------------------------------- | ----------------------------------------------- | ------------------------------------------ | ------- |
| Edith Arnheim                      | Simples Outdoor Feminino  |                                    |                                               | Bye                                                  | SWE Holmström V – 4-6, 6-4, 6-1          | GER Köring D – 6-4, 6-3                         | NOR Bjurstedt D – 6-2, 6-2                 | 4       |
| Edith Arnheim                      | Simples Indoor Feminino   |                                    |                                               | Bye                                                  | GBR Hannam D – 7-5, 6-1                  | Não avançou                                     | Não avançou                                | 5       |
| Curt Benckert                      | Simples Outdoor Masculino | AUT Zborzil D – 6-2, 6-4, 1-6, 6-3 | Não avançou                                   | Não avançou                                          | Não avançou                              | Não avançou                                     | Não avançou                                | 31      |
| Wollmar Boström                    | Simples Outdoor Masculino | NOR Smith V – 6-2, 6-4, 6-1        | AUT von Salm D – 7-5, 6-4, 6-1                | Não avançou                                          | Não avançou                              | Não avançou                                     | Não avançou                                | 17      |
| Wollmar Boström                    | Simples Indoor Masculino  |                                    | GBR Lowe D – 5-7, 6-4, 6-4, 6-4               | Não avançou                                          | Não avançou                              | Não avançou                                     | Não avançou                                | 16      |
| Ellen Brusewitz                    | Simples Outdoor Feminino  |                                    |                                               | SWE Cederschiöld D – 8-6, 8-6                        | Não avançou                              | Não avançou                                     | Não avançou                                | 7       |
| Margareta Cederschiöld             | Simples Outdoor Feminino  |                                    |                                               | SWE Brusewitz V – 8-6, 8-6                           | FRA Broquedis D – 6-1, 6-4               | Não avançou                                     | Não avançou                                | 5       |
| Margareta Cederschiöld             | Simples Indoor Feminino   |                                    |                                               | GBR Parton D – 6-0, 6-1                              | Não avançou                              | Não avançou                                     | Não avançou                                | 8       |
| Sigrid Fick                        | Simples Outdoor Feminino  |                                    |                                               | GER Köring D – 7-5, 6-3                              | Não avançou                              | Não avançou                                     | Não avançou                                | 7       |
| Sigrid Fick                        | Simples Indoor Feminino   |                                    |                                               | Bye                                                  | SWE Holmström V – 6-1, 6-1               | DEN Castenschiold V – 6-4, 6-4                  | GBR Parton D – 6-3, 6-3                    | 4       |
| Thorsten Grönfors                  | Simples Outdoor Masculino | Bye                                | DEN Ingerslev D – 6-1, 6-2, 6-2               | Não avançou                                          | Não avançou                              | Não avançou                                     | Não avançou                                | 17      |
| Thorsten Grönfors                  | Simples Indoor Masculino  |                                    | Bye                                           | ANZ Wilding D – 6-3, 6-3, 6-3                        | Não avançou                              | Não avançou                                     | Não avançou                                | 9       |
| Annie Holmström                    | Simples Outdoor Feminino  |                                    |                                               | Bye                                                  | SWE Arnheim D – 4-6, 6-4, 6-1            | Não avançou                                     | Não avançou                                | 5       |
| Annie Holmström                    | Simples Indoor Feminino   |                                    |                                               | Bye                                                  | SWE Fick D – 6-1, 6-1                    | Não avançou                                     | Não avançou                                | 5       |
| Johan Kempe                        | Simples Indoor Masculino  |                                    | BOH Hainz V – 6-1, 6-4, 3-6, 6-3              | FRA Gobert D – 6-1, 6-2, 7-5                         | Não avançou                              | Não avançou                                     | Não avançou                                | 9       |
| Hakon Leffler                      | Simples Outdoor Masculino | RSA Kitson D – 6-2, 6-1, 6-0       | Não avançou                                   | Não avançou                                          | Não avançou                              | Não avançou                                     | Não avançou                                | 31      |
| Hakon Leffler                      | Simples Indoor Masculino  |                                    | GBR Gore D – 7-5, 6-4, 7-5                    | Não avançou                                          | Não avançou                              | Não avançou                                     | Não avançou                                | 16      |
| Frans Möller                       | Simples Outdoor Masculino | Bye                                | RSA Kitson D – 6-2, 6-2, 6-3                  | Não avançou                                          | Não avançou                              | Não avançou                                     | Não avançou                                | 17      |
| Frans Möller                       | Simples Indoor Masculino  |                                    | GBR Caridia D – 6-2, 7-5, 3-6, 6-4            | Não avançou                                          | Não avançou                              | Não avançou                                     | Não avançou                                | 16      |
| Carl Setterwall                    | Simples Outdoor Masculino | NED Blom V – 6-3, 6-3, 8-6         | RUS Sumarokow D – 6-2, 6-3, 11-13, 6-2        | Não avançou                                          | Não avançou                              | Não avançou                                     | Não avançou                                | 17      |
| Carl Setterwall                    | Simples Indoor Masculino  |                                    | Bye                                           | GBR Barrett V – 4-6, 6-1, 6-4, 6-8, 6-4              | GBR Lowe D – 6-4, 1-6, 6-3, 8-6          | Não avançou                                     | Não avançou                                | 5       |
| Lennart Silverstolpe               | Simples Indoor Masculino  |                                    | ANZ Wilding D – 6-0, 6-1, 6-1                 | Não avançou                                          | Não avançou                              | Não avançou                                     | Não avançou                                | 16      |
| Charles Wennergren                 | Simples Outdoor Masculino | BOH Zeman V – 6-1, 6-0, 6-0        | DEN Rovsing V – 4-6, 9-7, 6-8, 6-1, 6-1       | AUT von Salm D – 6-3, 5-7, 7-5, 6-1                  | Não avançou                              | Não avançou                                     | Não avançou                                | 9       |
| Charles Wennergren                 | Simples Indoor Masculino  |                                    | Bye                                           | GBR Lowe D – 6-4, 6-1, 6-4                           | Não avançou                              | Não avançou                                     | Não avançou                                | 9       |
| Edith Arnheim Carl-Olof Nylén      | Duplas Mistas Outdoor     |                                    |                                               | FRA Broquedis/Canet D – 6-2, 6-4                     | Não avançou                              | Não avançou                                     | Não avançou                                | 5       |
| Edith Arnheim Carl-Olof Nylén      | Duplas Mistas Indoor      |                                    |                                               | GBR Aitchison/Barrett D – 6-2, 6-4                   | Não avançou                              | Não avançou                                     | Não avançou                                | 7       |
| Curt Benckert Wollmar Boström      | Duplas Outdoor Masculino  |                                    | Bye                                           | Bye                                                  | AUT Pipes/Zborzil D – 6-3, 4-6, 6-1, 6-1 | Não avançou                                     | Não avançou                                | 5       |
| Curt Benckert Wollmar Boström      | Duplas Indoor Masculino   |                                    |                                               | Bye                                                  | GBR Barrett/Gore D – 7-5, 6-4, 6-1       | Não avançou                                     | Não avançou                                | 5       |
| Margareta Cederschiöld Carl Kempe  | Duplas Mistas Indoor      |                                    |                                               | Bye                                                  | Bye                                      | GBR Dixon/Hannam D – 6-2, 6-2                   | SWE Fick/Setterwall D –?                   | 4       |
| Sigrid Fick Carl Setterwall        | Duplas Mistas Outdoor     |                                    |                                               | Bye                                                  | SWE Grönfors/Holmström V – 8-6, 10-8     | Bye                                             | GER Köring/Schomburgk D – 6-4, 6-0         | 2       |
| Sigrid Fick Carl Setterwall        | Duplas Mistas Indoor      |                                    |                                               | Bye                                                  | Bye                                      | GBR Aitchison/Herbert Barrett D – 3-6, 6-1, 6-2 | SWE Cederschiöld/Kempe V –?                | 3       |
| Thorsten Grönfors Annie Holmström  | Duplas Mistas Outdoor     |                                    |                                               | NOR Bjursted/Langaard V – 6-4, 4-6, 7-5              | SWE Fick/Setterwall D – 8-6, 10-8        | Não avançou                                     | Não avançou                                | 4       |
| Ebba Hay Frans Möller              | Duplas Mistas Indoor      |                                    |                                               | GBR Mavrogordato/Parton D – 6-3, 6-0                 | Não avançou                              | Não avançou                                     | Não avançou                                | 7       |
| Johan Kempe Carl Setterwall        | Duplas Indoor Masculino   |                                    |                                               | GBR Caridia/Mavrogordato V – 6-4, 4-6, 6-8, 6-2, 6-3 | Bye                                      | GBR Barrett/Gore V – 4-6, 3-6, 6-1, 6-4, 6-3    | FRA Germot/Gobert D – 6-4, 12-14, 6-2, 6-4 | 2       |
| Frans Möller Thorsten Grönfors     | Duplas Outdoor Masculino  |                                    | GER Heyden/Spiess D – 3-6, 6-4, 6-2, 4-6, 6-1 | Não avançou                                          | Não avançou                              | Não avançou                                     | Não avançou                                | 15      |
| Carl-Olof Nylén Charles Wennergren | Duplas Outdoor Masculino  |                                    | HUN Segner/Tóth V –?                          | DEN Madsen/Thayssen V – 6-1, 6-2, 6-4                | RSA Kitson/Winslow V – 6-3, 7-5, 6-1     | Não avançou                                     | Não avançou                                | 5       |
| Carl-Olof Nylén Charles Wennergren | Duplas Indoor Masculino   |                                    |                                               | GBR Lowe/Lowe D – 9-7, 11-9, 6-2                     | Não avançou                              | Não avançou                                     | Não avançou                                | 7       |

### Cabo de Guerra
| Atleta | Evento     | Finais                     | Posição |
| Atleta | Evento     | Adversário Placar          | Posição |
| --- | ---------- | -------------------------- | ------- |
| Arvid Andersson Adolf Bergman Johan Edman Erik Algot Fredriksson Carl Jonsson Erik Larsson August Gustafsson Herbert Lindström | Tug of war | Grã-Bretanha (GBR) V – 2-0 | 1       |

### Lutas
| Lutador              | Evento                        | Primeira Rodada                 | Segunda Rodada                             | Terceira Rodada            | Quarta Rodada            | Quinta Rodada            | Sexta Rodada           | Sétima Rodada          | Final                    | Final                    | Final                    | Posição |
| Lutador              | Evento                        | Adv. Resultado                  | Adv. Resultado                             | Adv. Resultado             | Adv. Resultado           | Adv. Resultado           | Adv. Resultadp         | Adv. Resultado         | Disputa A adv. Resultado | Disputa B adv. Resultado | Disputa C adv. Resultado | Posição |
| -------------------- | ----------------------------- | ------------------------------- | ------------------------------------------ | -------------------------- | ------------------------ | ------------------------ | ---------------------- | ---------------------- | ------------------------ | ------------------------ | ------------------------ | ------- |
| Anders Ahlgren       | Greco-Romana Meio-Pesado      | Bye                             | FRA Martin Vitória DEN Christensen Vitória | FIN Lind Vitória           | ITA Gardini Vitória      | FIN Lindberg Vitória     | Bye                    |                        | HUN Varga Vitória        | Bye                      | FIN Böhling Empate       | 2       |
| Bruno Åkesson        | Greco-Romana Peso Pena        | NOR Hestdahl Derrota #1         | GBR Taylor Vitória                         | Desistiu                   | Não avançou              | Não avançou              | Não avançou            | Não avançou            | Não avançou              | Não avançou              | Não avançou              | 19      |
| Carl-Georg Andersson | Greco-Romana Peso Pena        | DEN Hansen Vitória              | AUT Schärer Derrota #1                     | POR Pereira Vitória        | FIN Koskelo Derrota #2   | Não avançou              | Não avançou            | Não avançou            | Não avançou              | Não avançou              | Não avançou              | 12      |
| Johan Andersson      | Greco-Romana Peso Meio-Pesado | BOH Kopřiva Vitória             | RUS Pikker Vitória                         | GER Lange Derrota #1       | HUN Varga Derrota #2     | Não avançou              | Não avançou            |                        | Não avançou              | Não avançou              | Não avançou              | 10      |
| Mauritz Andersson    | Greco-Romana Peso-Médio       | FRA Barrier Vitória             | ITA Carcereri Vitória                      | FIN Lundstein Derrota #1   | FIN Asikainen Derrota #2 | Não avançou              | Não avançou            | Não avançou            | Não avançou              | Não avançou              | Não avançou              | 11      |
| Arvid Beckman        | Greco-Romana Peso Pena        | FIN Lasanen Derrota #1          | POL Gullaksen Vitória                      | NOR Arneson Vitória        | FIN Kangas Derrota #2    | Não avançou              | Não avançou            | Não avançou            | Não avançou              | Não avançou              | Não avançou              | 12      |
| Theodor Bergqvist    | Greco-Romana Peso Médio       | HUN Miskey Derrota #1           | RUS Klein Derrota #2                       | Did not advance            | Did not advance          | Did not advance          | Did not advance        | Did not advance        | Did not advance          | Did not advance          | Did not advance          | 26      |
| Hugo Björklund       | Greco-Romana Peso Leve        | GBR Phelps Vitória              | GER Heckel Derrota #1                      | FIN Kolehmainen Derrota #2 | Não avançou              | Não avançou              | Não avançou            | Não avançou            | Não avançou              | Não avançou              | Não avançou              | 23      |
| Theodor Dahlberg     | Greco-Romana Peso Médio       | FIN Westerlund Derrota #1       | RUS Siewierow Derrota #2                   | Não avançou                | Não avançou              | Não avançou              | Não avançou            | Não avançou            | Não avançou              | Não avançou              | Não avançou              | 26      |
| Carl Ekman           | Greco-Romana Peso Meio-Pesado | HUN Varga Derrota #1            | FIN Lindberg Derrota #2                    | Não avançou                | Não avançou              | Não avançou              | Não avançou            |                        | Não avançou              | Não avançou              | Não avançou              | 19      |
| Edvin Fältström      | Greco-Romana Peso Médio       | GRE Antonopoulos Vitória        | AUT Kokotowitsch Vitória                   | GER Merkle Derrota #1      | ITA Gargano Vitória      | FIN Jokinen Derrota #2   | Não avançou            | Não avançou            | Não avançou              | Não avançou              | Não avançou              | 7       |
| Bror Flygare         | Greco-Romana Peso Leve        | BOH Halík Vitória               | HUN Radvány Derrota #1                     | Desistiu                   | Não avançou              | Não avançou              | Não avançou            | Não avançou            | Não avançou              | Não avançou              | Não avançou              | 29      |
| Ragnar Fogelmark     | Greco-Romana Peso Meio-Pesado | FIN Salila Derrota #1           | DEN Eriksen Derrota #2                     | Não avançou                | Não avançou              | Não avançou              | Não avançou            |                        | Não avançou              | Não avançou              | Não avançou              | 19      |
| Axel Frank           | Greco-Romana Peso Médio       | RUS Aleksandr Siewierow Vitória | FIN Westerlund Vitória                     | AUT Totuschek Derrota #1   | Desistiu                 | Não avançou              | Não avançou            | Não avançou            | Não avançou              | Não avançou              | Não avançou              | 11      |
| Claes Johansson      | Greco-Romana Peso Médio       | AUT Totuschek Vitória           | FIN Tirkkonen Vitória                      | RUS Siewierow Vitória      | FIN Lundstein Vitória    | FIN Asikainen Derrota #1 | FIN Jokinen Vitória    | FIN Åberg Vitória      | Bye                      | FIN Asikainen Vitória    | RUS Klein Vitória        | 1       |
| Frits Johansson      | Greco-Romana Peso Médio       | DEN Hansen Vitória              | HUN Somogyi Vitória                        | FIN Tirkkonen Derrota #1   | FIN Holm Derrota #2      | Não avançou              | Não avançou            | Não avançou            | Não avançou              | Não avançou              | Não avançou              | 11      |
| Hugo Johansson       | Greco-Romana Peso Pena        | GER Andersen Vitória            | USA Lysohn Vitória                         | GER Gerstäcker Derrota #1  | HUN Pongrácz Vitória     | FIN Lasanen Derrota #2   | Não avançou            | Não avançou            | Não avançou              | Não avançou              | Não avançou              | 14      |
| Martin Jonsson       | Greco-Romana Peso Leve        | HUN Sándor Derrota #1           | GER Saeurhöfer Derrota #2                  | Não avançou                | Não avançou              | Não avançou              | Não avançou            | Não avançou            | Não avançou              | Não avançou              | Não avançou              | 29      |
| David Karlsson       | Greco-Romana Peso Pesado      | FIN Saarela Derrota #1          | FIN Pelander Derrota #2                    | Não avançou                | Não avançou              | Não avançou              | Não avançou            |                        | Não avançou              | Não avançou              | Não avançou              | 12      |
| Karl Karlsson        | Greco-Romana Peso Pena        | RUS Pawłowicz Derrota #1        | POL Beránek Derrota #2                     | Não avançou                | Não avançou              | Não avançou              | Não avançou            | Não avançou            | Não avançou              | Não avançou              | Não avançou              | 26      |
| Harry Larsson        | Greco-Romana Peso Pena        | GER Stein Vitória               | FIN Kangas Vitória                         | RUS Ankondinow Vitória     | FIN Lasanen Derrota #1   | FIN Leivonen Derrota #2  | Não avançou            | Não avançou            | Não avançou              | Não avançou              | Não avançou              | 9       |
| Frans Lindstrand     | Greco-Romana Peso Pesado      | BEL Gerstmans Vitória           | FIN Olin Derrota #1                        | FIN Saarela Derrota #2     | Não avançou              | Não avançou              | Não avançou            |                        | Não avançou              | Não avançou              | Não avançou              | 9       |
| Carl Lund            | Greco-Romana Peso Leve        | GER Heckel Vitória              | GBR Phelps Vitória                         | FIN Tanttu Derrota #1      | FIN Kolehmainen Vitória  | Bye                      | FIN Wikström Vitória   | HUN Radvány Derrota #2 | Não avançou              | Não avançou              | Não avançou              | 4       |
| Gustaf Malmström     | Greco-Romana Peso Leve        | FIN Urvikko Vitória             | FIN Tirkkonen Vitória                      | HUN Márkus Vitória         | AUT Fischer Vitória      | FIN Wikström Vitória     | FIN Väre Derrota #1    | Bye                    | Bye                      | SWE Mattiasson Vitória   | FIN Väre Derrota         | 2       |
| Edvin Mattiasson     | Greco-Romana Peso Leve        | GER Dumrauf Vitória             | FRA Cabal Vitória                          | FIN Wikström Derrota #1    | HUN Orosz Vitória        | NOR Lofthus Vitória      | BOH Balej Vitória      | Bye                    | FIN Väre Derrota         | SWE Malmström Derrota    | Bye                      | 3       |
| Wiktor Melin         | Greco-Romana Peso Médio       | FIN Lundstein Derrota #1        | Desistiu                                   | Não avançou                | Não avançou              | Não avançou              | Não avançou            | Não avançou            | Não avançou              | Não avançou              | Não avançou              | 26      |
| Ernst Nilsson        | Greco-Romana Peso Meio-Pesado | DEN Christensen Derrota #1      | BOH Kopřiva Vitória                        | ITA Gardini Vitória        | FIN Lindberg Derrota #2  | Não avançou              | Não avançou            |                        | Não avançou              | Não avançou              | Não avançou              | 10      |
| Johan Nilsson        | Greco-Romana Peso Leve        | GER Saeurhöfer Vitória          | HUN Sándor Vitória                         | NOR Lofthus Vitória        | FIN Wikström Derrota #1  | FIN Salonen Vitória      | HUN Radvány Derrota #2 | Did not advance        | Did not advance          | Did not advance          | Did not advance          | 6       |
| Erik Öberg           | Greco-Romana Peso Pena        | GBR Taylor Vitória              | NOR Hestdahl Vitória                       | FIN Leivonen Derrota #1    | RUS Pawłowicz Vitória    | FIN Lehmusvirta Win      | FIN Haapanen Vitória   | FIN Lasanen Derrota #2 | Não avançou              | Não avançou              | Não avançou              | 4       |
| Sven Ohlsson         | Greco-Romana Peso Médio       | NED Sint Derrota #1             | HUN Miskey Derrota #2                      | Não avançou                | Não avançou              | Não avançou              | Não avançou            | Não avançou            | Não avançou              | Não avançou              | Não avançou              | 26      |
| Ewald Persson        | Greco-Romana Peso Pena        | NOR Gullaksen Derrota #1        | FIN Lasanen Derrota #2                     | Não avançou                | Não avançou              | Não avançou              | Não avançou            | Não avançou            | Não avançou              | Não avançou              | Não avançou              | 26      |
| Richard Rydström     | Greco-Romana Peso Leve        | HUN Orosz Derrota #1            | FIN Wikström Derrota #2                    | Não avançou                | Não avançou              | Não avançou              | Não avançou            | Não avançou            | Não avançou              | Não avançou              | Não avançou              | 29      |
| Alrik Sandberg       | Greco-Romana Peso Pesado      | FIN Lindfors Derrota #1         | FIN Pelander Derrota #2                    | Não avançou                | Não avançou              | Não avançou              | Não avançou            |                        | Não avançou              | Não avançou              | Não avançou              | 12      |
| Gottfrid Svenson     | Greco-Romana Peso Leve        | FIN Laitinen Derrota #1         | NOR Frydenlund Vitória                     | HUN Radvány Vitória        | BOH Balej Derrota #2     | Não avançou              | Não avançou            | Não avançou            | Não avançou              | Não avançou              | Não avançou              | 16      |